# Johann Engelbrecht Christoph von Grünewaldt

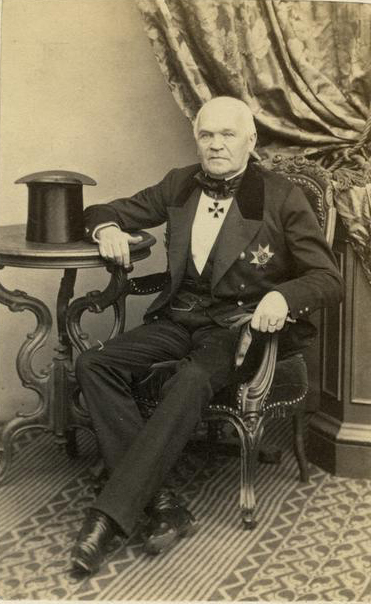

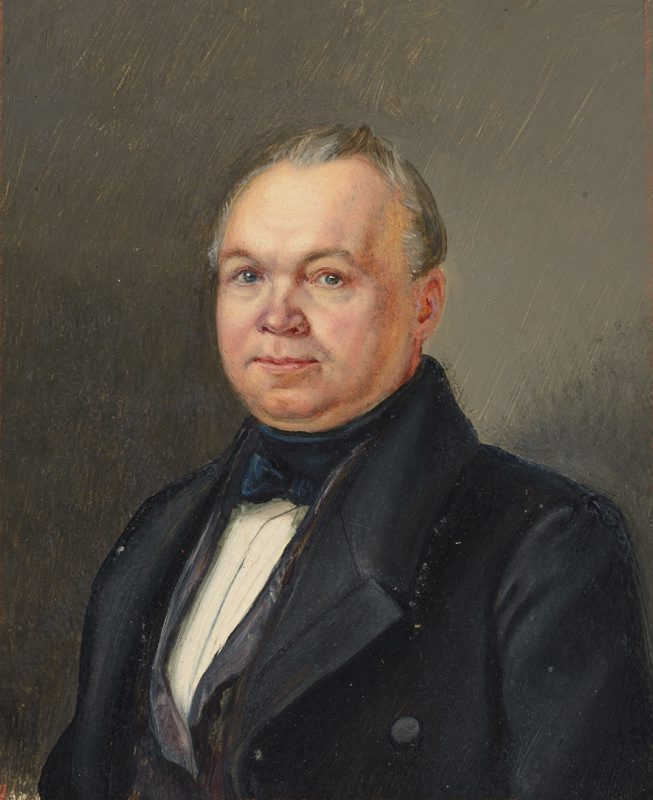
J. von Grünewaldt, Porträt von August Georg Wilhelm Pezold

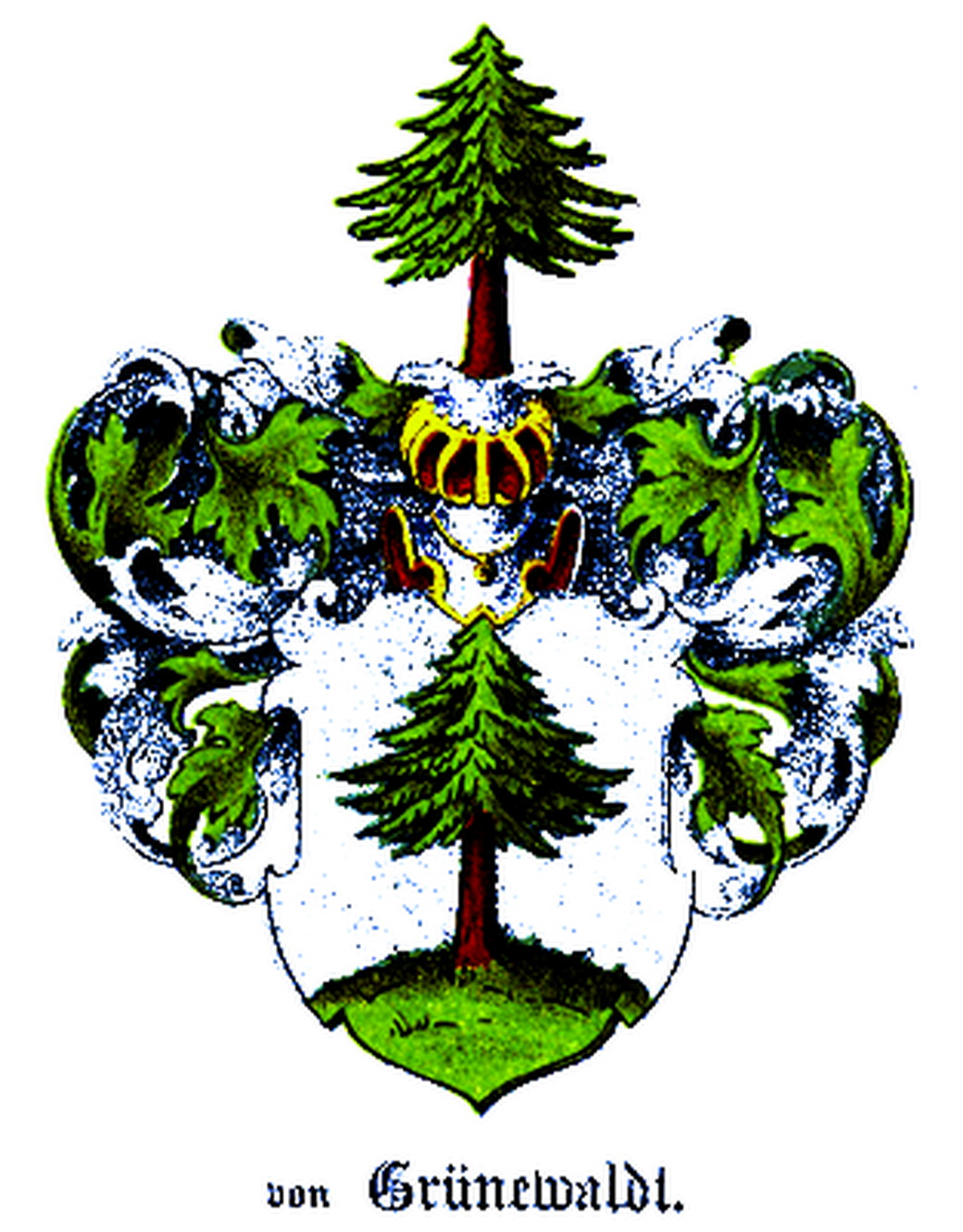
Wappen der Adelsfamilie von Grünewaldt

Johann Engelbrecht Christoph von Grünewaldt (russisch: Иван Егорович Грюневальдт; * 21. März 1796 in Koik, Estland; † 18. April 1862 in Sankt Petersburg) war russischer Zivilgouverneur von Estland und Ritterschaftshauptmann der Estländischen Ritterschaft.

## Leben
Nach dem zuerst erteilten Hausunterricht besuchte Johann die Ritter- und Domschule zu Reval. Sein Studium für Rechtswissenschaften absolvierte er an der Kaiserlichen Universität Dorpat (1813–1815), und den Universitäten in Berlin (1815–1816), in Göttingen und in Heidelberg (1816–1817). 1816 wird er in den Kösener Korps-Listen 1910 als Mitglied der Curonia V in Göttingen geführt. 1816 trat er, der auch komponierte, in Rom in einem „Estländer-Quartett“ als Sänger auf. Seine Studienreisen führten ihn ab 1817 nach Frankreich, England, in die Schweiz und nach Italien.
Von 1818 bis 1820 lebte er auf dem elterlichen Gutshof in Koik und übernahm von 1821 bis 1826 die Pacht des Ritterguts in Orrisaar. Seit 1826 war er Herr auf Hukas, bei Koik und lebte dort bis 1842. Im Jahre 1821 wurde er Assessor am Manngericht und war in den Jahren 1824 bis 1827 Kreisdeputierter. 1832 war er Kommissionsmitglied in der Kommission zur Gleichstellung der Bauernverordnung. Zum Ritterschaftshauptmann der Estländischen Ritterschaft wurde er 1830 gewählt und nahm dieses Amt bis 1836 war. Von 1833 bis 1841 war er Landrat in Estland und wurde 1835 Mitglied im Konsortium zur Gründung eines Volksschullehrer-Seminars. Von 1842 bis 1859 war er Zivilgouverneur von Estland und setzte sich in dieser Funktion für das Bauernschulwesen ein und förderte kulturelle Bestrebungen. 1854 wurde er mit dem Russischen Orden des Heiligen Wladimir (2. Klasse) ausgezeichnet. Seit 1859 war er Senator, Geheimer Rat und bis 1862 Präses und danach Ehrenmitglied der Estländischen Literatur-Gesellschaft.

## Herkunft und Familie
Johann von Grünewaldt stammte aus der deutsch-baltischen Adelsfamilie von Grünewaldt. Sein Vater war der russische Major und estländische Landrat Johann Georg von Grünewaldt (1763–1817), er war Herr auf Koik, Affel und Orrisaar. Seine Mutter war Anna Christina eine geborene von Kursell (1760–1842). Sein Bruder war Otto Magnus von Grünewaldt (1801–1890). 1821 heiratete Johann v. G. Alexandra von Engelhardt (1801–1874), ihre Nachkommen waren:
- Marie von Grünewaldt (1822–1842)
- Julie von Grünewaldt (1823–1900) ⚭ Wilhelm von Samson Himmelstjerna zu Thula (1819–1901)
- Konrad von Grünewaldt (1825–1868) ⚭ Natalie von der Pahlen (1831–1906)
- Konstantina von Grünewaldt (1827–1905) ⚭ Karl von Mühlendahl (1811–1891)
- Otto von Grünewaldt (1829–1831)
- Walter von Grünewaldt (1831–1834)
- Katharina von Grünewaldt (1833–1900) ⚭ Friedrich von Gernet zu Sellenküll (1824–1909)
- Georg von Grünewaldt (1835–1836)
- Anna von Grünewaldt (* 1837) ⚭ Gottwalt von zur Mühlen (1825–1907)
- Ernst von Grünewaldt (1839–1891) ⚭ Pauline von Stenbock (* 1846)